# Riu de Foix
El riu de Foix és un riu de Catalunya. Neix a la Serra d'Ancosa, a la Serralada Prelitoral al terme municipal de la Llacuna, creua la depressió prelitoral i la Serralada Litoral per desembocar al Mediterrani a Cubelles (Garraf). El seu règim hídric és típicament mediterrani amb variacions estacionals molt acusades.
Es podria correspondre al riu Maius, citat per Pomponi Mela entre les poblacions de Subur i Tolobi (d'emplaçament desconegut, però situades entre Tarragona i Barcelona), o al riu Subi, citat per Plini el Vell com a pròxim a Tarragona.
En el seu recorregut destaca el pantà de Foix, que va ser inaugurat el 1928 i es troba al municipi de Castellet i la Gornal. Aquest embassament permet aprofitar les aigües del riu de Foix, de manera que aigües avall el riu és sec la major part de l'any.
La desembocadura del riu de Foix, a Cubelles, forma una zona d'espais humits de gran atractiu en aquest municipi.

## Afluents
Els principals afluents del riu de Foix són:
- Riera de Pontons. Neix a Pontons.
- Riera de Vilobí
- Riera de Marmellar
- Riera de Llitrà
- Riera de la Bruixa

## Poblacions
Les principals poblacions que travessa el riu de Foix són:
- Torrelles de Foix
- Sant Martí Sarroca
- els Monjos
- Castellet i la Gornal
- Cubelles

## Patrimoni natural i cultural
- Molí del Foix
- Molí de Cal Llopart